# Amina Mama

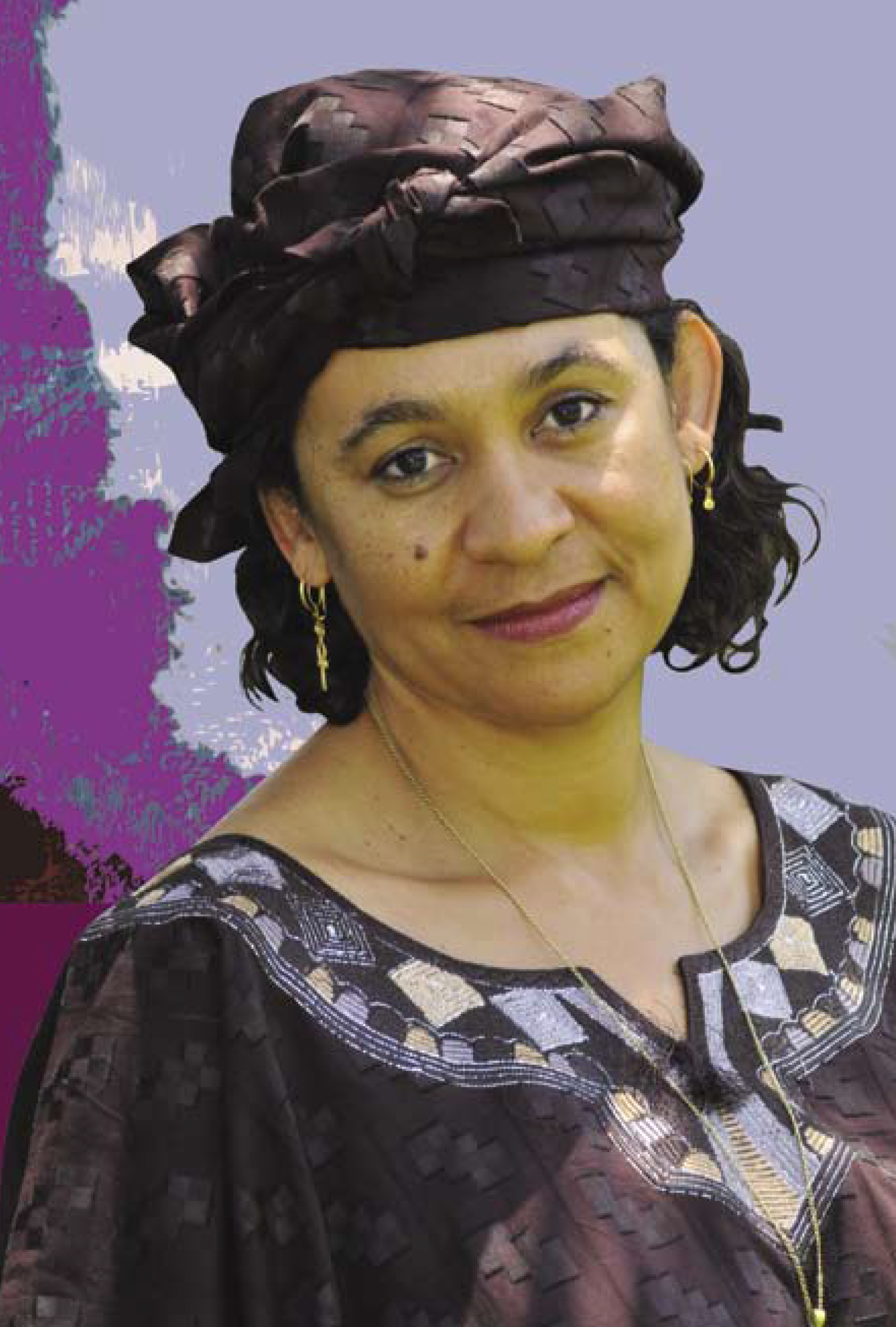
Amina Mama (2019)

Amina Mama (* 19. September 1958) ist eine nigerianisch-britische Psychologin und Feministin. Ihre Schwerpunkt-Themen sind Postkolonialismus, Militarismus und Gender-Themen. Sie gilt als eine der weltweit bedeutendsten Wissenschaftler auf dem Gebiet der afrikanischen Feminismen. Sie hat in Afrika, Europa und Nordamerika gelebt und Beziehungen zwischen feministischen Intellektuellen weltweit aufgebaut. Seit 2022 ist sie Professorin für Afrikastudien an der Universität von Ghana.

## Jugend und Studium
Mama wurde 1958 als Tochter eines Nigerianers und einer britischen Lehrerin im nördlichen Nigeria geboren und wuchs in Kaduna auf, einer ethnisch und religiös heterogenen Stadt. Mama ist die älteste von drei Geschwistern.
1960 wurde Nigeria unabhängig. In den folgenden Jahren kam es im Norden des Vielvölkerstaats zu einem Machtkampf zwischen den christlichen Igbo und den muslimischen Hausa und Fulani. Nach einem Militärputsch von Igbo-Offizieren und einem darauf folgenden Gegenputsch kam es 1966 zu einem Pogrom an den Igbo mit mehreren Zehntausend Toten, was schließlich zum Biafra-Krieg (1967–1970) führte. Aufgrund dieser Ausschreitungen verließ Mama 1966 Nigeria und wuchs in Großbritannien auf.
Nach der Schulzeit studierte Mama Psychologie an der University of St. Andrews, Schottland (1980 Bachelor of Science). Im Anschluss zog Mama zur Fortsetzung ihres Studiums nach London. Dort beteiligte sie sich an einer von schwarzen Frauen 1973 gegründeten Gruppe, der Brixton Black Women’s Group (BBWG). In London studierte Mama Sozialpsychologie an der London School of Economics and Political Science der University of London (1981 Master of Science). 1987 promovierte sie am Birkbeck College der University of London in Organisationspsychologie (Thema: „Race and Subjectivity: A Study of Black Women“). 1989 veröffentlichte Mama ihr erstes Buch, The Hidden Struggle. Es handelt sich um die erste Untersuchung von Gewalt gegen britische schwarze Frauen.

## Karriere
Nach ihrer Promotion arbeitete Mama an verschiedenen akademischen Institutionen in den Niederlanden (1989–1991 Institute of Social Studies in Den Haag, Niederlande) und Großbritannien (1992–1994 Development and Project Planning Centre der University of Bradford, 1998 St. Anthony's College, Oxford, als Visiting Associate Member) und lebte für einige Zeit in Nigeria.
1999 wurde sie an den frisch etablierten Lehrstuhl für Gender Studies an der historisch weißen University of Cape Town in Kapstadt, Südafrika, berufen. Sie baute das African Gender Institute (AGI) der Universität auf, initiierte ein Graduiertenprogramm im Fach Gender Studies und leitete eine Reihe von Afrika-weiten Forschungen. 2002 gründete sie die wissenschaftliche Online-Zeitschrift Feminist Africa, die sie bis heute mit herausgibt. Mama leitete das AGI bis 2009.
Während ihrer Zeit in Südafrika war sie verschiedene Male als Gastprofessorin in den USA und in Europa: 2002 für sechs Monate am Wellesley College und 2003/2004 auf dem Prince Claus Chair in Development and Equity am Institute of Social Studies in Den Haag. 2007 wurde Mama auf den frisch etablierten Barbara Lee Distinguished Chair am Mills College in Oakland, Kalifornien, USA, berufen (2007–2009). Der Stiftungslehrstuhl wurde eingerichtet, um den Einsatz der Kongressabgeordneten Barbara Lee für Menschenrechte und soziale Gerechtigkeit zu würdigen. Von 2009 bis 2022 war Mama Professorin für Gender, Sexuality and Women’s Studies an der University of California, Davis.
2010 produzierte sie gemeinsam mit der ghanaischen Filmemacherin Yaba Badoe den Film The Witches of Gambaga über die Moderne Hexenverfolgung, der beim afrikanischen Filmfestival FESPACO 2011 mit einem zweiten Preis in der Kategorie Dokumentation ausgezeichnet wurde.
Im Sommersemester 2018 war Mama Angela-Davis-Gastprofessorin für internationale Gender und Diversity Studies am Cornelia Goethe Centrum an der Goethe-Universität in Frankfurt am Main.
Seit 2022 ist sie als erste Frau Inhaberin des Kwame-Nkrumah-Lehrstuhls für Afrikastudien an der Universität von Ghana.
Mama ist Beiratsmitglied für verschiedene feministische akademische Zeitschriften, u. a. Meridians und Signs.

## Denken
Als Vorbilder für ihre Arbeit nennt Mama die nigerianischen Frauenrechtsaktivistinnen Gambo Sawaba und Funmilayo Ransome Kuti sowie die afro-amerikanische Bürgerrechtlerin Angela Davis. Mama hat sich von dem von Alice Walker geprägten Begriff Womanist distanziert. Anders als Walker sieht sie nicht die Notwendigkeit, sich vom weißen Feminismus abzugrenzen, dieser sei niemals stark genug gewesen, um in gleicher Weise wie der globale Kapitalismus als „Feind“ angesehen zu werden. Stattdessen setzt sie sich für afrikanische Feminismen ein, die drei Dimensionen des Feminismus verknüpfen sollen: die wissenschaftliche Kritik von Geschlechterhierarchien mit der politischen Kritik von Geschlechterungleichheit und der politischen Praxis feministischer Gruppen und Organisationen.
Für das sogenannte „First-Lady“-Phänomen prägte Mama 1995 den Begriff „Femocracy“, womit sie eine anti-demokratische weibliche Machtstruktur bezeichnete. Die Autorität der Protagonistinnen dieser Struktur würde sich nicht aus ihren eigenen Aktivitäten oder Ideen ableiten, sondern aus der Tatsache, dass sie mit mächtigen Ehemännern verheiratet seien. Deswegen könnten sie nicht effektiv für „gewöhnliche“ Frauen wirken.
International ist Mama vor allem durch ihr 1995 erschienenes Werk Beyond the Masks bekannt, in dem sie eine antirassistische, feministische Kritik psychoanalytischer Perspektiven auf Identität entwickelte. Sie stellte darin dar, wie die Subjektivitäten schwarzer Frauen von der Notwendigkeit des Widerstandes gegen die Rassismen und Sexismen ihrer jeweiligen kulturellen Lebensmilieus geprägt sind.
Ein wichtiges Interessengebiet von Mama ist Geschlechtsidentität in Bezug auf globalen Militarismus. Sie ist eine offene Kritikerin von AFRICOM, welches sie als Teil der gewalttätigen neokolonialen Ressourcenausbeutung beschrieben hat.
Mama tritt für die (De)kolonialisierung der Afrikawissenschaften ein. 2007 fragte sie in einem Vortrag, wie die Afrikastudien weiterentwickelt werden könnten, so dass sie das Leben und die Kämpfe der afrikanischen Völker und ihre Zielsetzungen wertschätzender behandelten. Sie kritisierte, dass die Afrikanisten in den USA sich daran beteiligt hätten, das koloniale Patriarchat aufrechtzuerhalten, indem sie die intellektuellen Beiträge der afrikanischen Wissenschaftler ausgegrenzt hätten. Die Afrikanistik würde unkritisch Konzepte und Methoden verwenden, die komplexe Prozesse auf simplizistische, homogene Tropen über Afrika reduzieren würde.

## Privatleben
1992 heiratete Mama den somalischen Schriftsteller Nuruddin Farah, mit dem sie zwei Kinder hat. Das Paar hat sich inzwischen getrennt.

## Schriften

### Monographien
- The hidden struggle. Statutory and voluntary sector responses to violence against black women in the home. London Race and Housing Research Unit, London 1989, ISBN 0-9514833-2-3. 1996 erneut veröffentlicht: The hidden struggle. Statutory and voluntary sector responses to violence against Black women in the home. Whiting and Birch, London 1996, ISBN 1-86177-005-7.
- Beyond the masks. Race, gender, and subjectivity. Routledge, New York 1995, ISBN 0-203-32648-2.
- Womens̕ studies and studies of women in Africa during the 1990s. In: CODESRIA Working Paper Series. Band 5/96. CODESRIA, Dakar, Senegal 1996, ISBN 1-904855-18-0.
- National machinery for women in Africa. Towards an analysis. In: National machinery series. Band 1. Third World Network-Africa, Accra North, Ghana 2000.

### Als Herausgeberin
- mit A. Imam, Fatou Sow (Hrsg.): Engendering African social sciences. Codesria, Dakar, Senegal 1997, ISBN 2-86978-063-X.

### Artikel (Auswahl)
- Black Women, the Economic Crisis and the British State. In: Feminist Review. Nr. 17, 1984, S. 21–35, doi:10.2307/1395007, JSTOR:1395007. 1992 erneut veröffentlicht: Black Women, the Economic Crisis and the British State. In: Maggie Humm (Hrsg.): Modern feminisms. Political, literary, cultural. Columbia University Press, New York 1992, ISBN 0-231-08072-7, S. 151–155.
- Violence against Black Women: Gender, Race and State Responses. In: Feminist Review. Nr. 32, 1989, S. 30–48, doi:10.2307/1395362, JSTOR:1395362. 1992 erneut veröffentlicht: Violence against Black Women: Gender, Race and State Responses. In: Maggie Humm (Hrsg.): Modern feminisms. Political, literary, cultural. Columbia University Press, New York 1992, ISBN 0-231-08072-7, S. 156–162.
- Black Women and the Police: A Place Where the Law is Not Upheld. In: Winston James, Clive Harris (Hrsg.): Inside Babylon. The Caribbean diaspora in Britain. Verso, London 1993, ISBN 0-86091-471-2, S. 135–152.
- Feminism or Femocracy? State Feminism and Democratisation in Nigeria. In: Africa Development / Afrique et Développement. Band 20, Nr. 1, 1995, S. 37–58, JSTOR:43657968.
- Sheroes and Villains: Conceptualizing Colonial and Contemporary Violence Against Women in Africa. In: Alexander, M. Jacqui., Mohanty, Chandra Talpade (Hrsg.): Feminist genealogies, colonial legacies, democratic futures. Routledge, New York 1997, ISBN 0-415-91211-3, S. 46–62.
- Khaki in the Family: Gender Discourses and Militarism in Nigeria. In: African Studies Review. Band 41, Nr. 2, 1998, S. 1–17, doi:10.2307/524824, JSTOR:524824.
- Strengthening Civil Society: Participatory Action Research in a Militarised State. In: Development in Practice. Band 10, Nr. 1, 2000, S. 59–70, JSTOR:4029772.
- Why We Must Write: Personal Reflections on Linking the Alchemy of Science with the Relevance of Activism. In: Agenda: Empowering Women for Gender Equity. Nr. 46, 2000, S. 13–20, doi:10.2307/4066275, JSTOR:4066275.
- Challenging Subjects: Gender and Power in African Contexts: Plenary Address, Nordic Africa Institute Conference: 'Beyond Identity: Rethinking Power in Africa', Upsala, October 4-7th 2001. In: African Sociological Review / Revue Africaine de Sociologie. Band 5, Nr. 2, 2001, S. 63–73, JSTOR:24487697.
- Gender Studies for African Transformation. In: P. Thandika Mkandawire (Hrsg.): African intellectuals. Rethinking politics, language, gender, and development. Zed Books, New York 2005, ISBN 2-86978-145-8.
- Is It Ethical to Study Africa? Preliminary Thoughts on Scholarship and Freedom. In: African Studies Review. Band 50, Nr. 1, April 2007, ISSN 0002-0206, S. 1–26, doi:10.1353/arw.2005.0122.
- mit Margo Okazawa-Rey: militarism, conflict and women's activism in the global era: challenges and prospects for women in three West African contexts. In: Feminist Review. Nr. 101, 2012, S. 97–123, JSTOR:41495235.
- Pan-Africanism: beyond survival to renaissance? In: Open democracy. 28. Juni 2013, abgerufen am 20. Juli 2018 (englisch).
- mit Yaba Badoe, Salem Mekuria: African feminist engagements with film. In: Open democracy. 27. Mai 2014, abgerufen am 20. Juli 2018 (englisch).
- Where we must stand: African women in an age of war. In: Open democracy. 23. September 2014, abgerufen am 20. Juli 2018 (englisch).
- Challenging militarized masculinities. In: Open democracy. 26. September 2016, abgerufen am 20. Juli 2018 (englisch).